# 2005年下半期の市町村合併
2005年下半期の市町村合併（2005ねんしもはんきのしちょうそんがっぺい）では2005年7月から12月までに行われた日本の市町村合併の一覧を載せる。

## 7月
- 7月1日
  - 山形県東田川郡立川町+余目町=東田川郡庄内町（新設）
  - 千葉県旭市+香取郡干潟町+海上郡海上町+飯岡町=旭市（新設）
  - 静岡県浜松市+天竜市+浜北市+周智郡春野町+磐田郡龍山村+佐久間町+水窪町+浜名郡舞阪町+雄踏町+引佐郡細江町+引佐町+三ケ日町=浜松市（編入）
  - 鹿児島県曽於郡大隅町+財部町+末吉町=曽於市（新設/市制）
  - 鹿児島県肝属郡内之浦町+高山町=肝属郡肝付町（新設）
- 7月7日
  - 愛知県西春日井郡西枇杷島町+清洲町+新川町=清須市（新設/市制）

## 8月
- 8月1日
  - 茨城県鹿島郡神栖町+波崎町=神栖市（編入/市制）
  - 岡山県倉敷市+浅口郡船穂町+吉備郡真備町=倉敷市（編入）
  - 愛媛県宇和島市+北宇和郡吉田町+三間町+津島町=宇和島市（新設）
  - 高知県吾川郡池川町+吾川村+高岡郡仁淀村=吾川郡仁淀川町（新設）
  - 熊本県八代市+八代郡坂本村+千丁町+鏡町+東陽村+泉村=八代市（新設）

## 9月
- 9月1日
  - 北海道士別市+上川郡朝日町=士別市（新設）
  - 北海道久遠郡大成町+瀬棚郡瀬棚町+北檜山町=久遠郡せたな町（新設）
  - 岩手県岩手郡西根町+松尾村+安代町=八幡平市（新設/市制）
  - 新潟県北蒲原郡中条町+黒川村=胎内市（新設/市制）
  - 石川県羽咋郡富来町+志賀町=羽咋郡志賀町（新設）
- 9月2日
  - 茨城県行方郡麻生町+北浦町+玉造町=行方市（新設/市制）
- 9月12日
  - 茨城県古河市+猿島郡総和町+三和町=古河市（新設）
- 9月20日
  - 岩手県一関市+西磐井郡花泉町+東磐井郡大東町+千厩町+東山町+室根村+川崎村=一関市（新設）
  - 秋田県仙北郡角館町+田沢湖町+西木村=仙北市（新設/市制）
  - 静岡県榛原郡中川根町+本川根町=榛原郡川根本町（新設）
- 9月25日
  - 奈良県五條市+吉野郡西吉野村+大塔村=五條市（編入）
  - 島根県鹿足郡津和野町+日原町=鹿足郡津和野町（新設）
- 9月26日
  - 香川県高松市+香川郡塩江町=高松市（編入）

## 10月
- 10月1日
  - 北海道石狩市+厚田郡厚田村+浜益郡浜益村=石狩市（編入）
  - 北海道山越郡八雲町+爾志郡熊石町=二海郡（新設）八雲町（新設）
  - 北海道紋別郡生田原町+遠軽町+丸瀬布町+白滝村=紋別郡遠軽町（新設）
  - 岩手県遠野市+上閉伊郡宮守村=遠野市（新設）
  - 宮城県本吉郡志津川町+歌津町=本吉郡南三陸町（新設）
  - 秋田県横手市+平鹿郡増田町+平鹿町+雄物川町+大森町+十文字町+山内村+大雄村=横手市（新設）
  - 秋田県由利郡仁賀保町+金浦町+象潟町=にかほ市（新設/市制）
  - 山形県鶴岡市+東田川郡藤島町+羽黒町+櫛引町+朝日村+西田川郡温海町=鶴岡市（新設）
  - 福島県大沼郡会津高田町+会津本郷町+新鶴村=大沼郡会津美里町（新設）
  - 茨城県石岡市+新治郡八郷町=石岡市（新設）
  - 茨城県西茨城郡岩瀬町+真壁郡真壁町+大和村=桜川市（新設/市制）
  - 栃木県大田原市+那須郡湯津上村+黒羽町=大田原市（編入）
  - 栃木県那須郡南那須町+烏山町=那須烏山市（新設/市制）
  - 栃木県那須郡馬頭町+小川町=那須郡那珂川町（新設）
  - 群馬県利根郡月夜野町+水上町+新治村=利根郡みなかみ町（新設）
  - 埼玉県熊谷市+大里郡大里町+妻沼町=熊谷市（新設）
  - 埼玉県春日部市+北葛飾郡庄和町=春日部市（新設）
  - 埼玉県鴻巣市+北足立郡吹上町+北埼玉郡川里町=鴻巣市（編入）
  - 埼玉県上福岡市+入間郡大井町=ふじみ野市（新設）
  - 埼玉県秩父郡小鹿野町+両神村=秩父郡小鹿野町（新設）
  - 新潟県南魚沼市+南魚沼郡塩沢町=南魚沼市（編入）
  - 石川県加賀市+江沼郡山中町=加賀市（新設）
  - 福井県武生市+今立郡今立町=越前市（新設）
  - 山梨県西八代郡三珠町+市川大門町+六郷町=西八代郡市川三郷町（新設）
  - 長野県飯田市+下伊那郡上村+南信濃村=飯田市（編入）
  - 長野県東筑摩郡明科町+南安曇郡豊科町+穂高町+三郷村+堀金村=安曇野市（新設/市制）
  - 長野県小県郡長門町+和田村=小県郡長和町（新設）
  - 長野県上水内郡牟礼村+三水村=上水内郡飯綱町（新設/町制）
  - 愛知県新城市+南設楽郡鳳来町+作手村=新城市（新設）
  - 愛知県田原市+渥美郡渥美町=田原市（編入）
  - 愛知県北設楽郡設楽町+津具村=北設楽郡設楽町（新設）
  - 三重県度会郡南勢町+南島町=度会郡南伊勢町（新設）
  - 滋賀県米原市+坂田郡近江町=米原市（編入）
  - 兵庫県西脇市+多可郡黒田庄町=西脇市（新設）
  - 兵庫県龍野市+揖保郡新宮町+揖保川町+御津町=たつの市（新設）
  - 兵庫県佐用郡佐用町+上月町+南光町+三日月町=佐用郡佐用町（新設）
  - 兵庫県美方郡浜坂町+温泉町=美方郡新温泉町（新設）
  - 和歌山県新宮市+東牟婁郡熊野川町=新宮市（新設）
  - 和歌山県伊都郡かつらぎ町+花園村=伊都郡かつらぎ町（編入）
  - 鳥取県東伯郡北条町+大栄町=東伯郡北栄町（新設）
  - 島根県浜田市+那賀郡金城町+旭町+弥栄村+三隅町=浜田市（新設）
  - 島根県大田市+邇摩郡温泉津町+仁摩町=大田市（新設）
  - 島根県鹿足郡柿木村+六日市町=鹿足郡吉賀町（新設）
  - 山口県山口市+佐波郡徳地町+吉敷郡秋穂町+小郡町+阿知須町=山口市（新設）
  - 佐賀県佐賀市+佐賀郡諸富町+大和町+富士町+神埼郡三瀬村=佐賀市（新設）
  - 長崎県平戸市+北松浦郡大島村+生月町+田平町=平戸市（新設）
  - 熊本県八代郡竜北町+宮原町=八代郡氷川町（新設）
  - 大分県杵築市+西国東郡大田村+速見郡山香町=杵築市（新設）
  - 大分県大分郡挾間町+庄内町+湯布院町=由布市（新設/市制）
  - 沖縄県平良市+宮古郡城辺町+下地町+上野村+伊良部町=宮古島市（新設）
- 10月3日
  - 熊本県玉名市+玉名郡岱明町+横島町+天水町=玉名市（新設）
- 10月10日
  - 新潟県新潟市＋西蒲原郡巻町=新潟市（編入）
- 10月11日
  - 北海道釧路市+阿寒郡阿寒町+白糠郡音別町=釧路市（新設）
  - 茨城県鹿島郡旭村+鉾田町+大洋村=鉾田市（新設/市制）
  - 長野県東筑摩郡本城村+坂北村+坂井村=東筑摩郡筑北村（新設）
  - 静岡県榛原郡相良町+榛原町=牧之原市（新設/市制）
  - 三重県北牟婁郡紀伊長島町+海山町=北牟婁郡紀北町（新設）
  - 京都府船井郡丹波町+瑞穂町+和知町=船井郡京丹波町（新設）
  - 香川県観音寺市+三豊郡大野原町+豊浜町=観音寺市（新設）
  - 福岡県築上郡新吉富村+大平村=築上郡上毛町（新設/町制）
  - 長崎県南高来郡国見町+瑞穂町+吾妻町+愛野町+千々石町+小浜町+南串山町=雲仙市（新設/市制）
  - 鹿児島県串木野市+日置郡市来町=いちき串木野市（新設）
- 10月24日
  - 兵庫県三木市+美嚢郡吉川町=三木市（編入）

## 11月
- 11月1日
  - 岩手県和賀郡湯田町+沢内村=和賀郡西和賀町（新設）
  - 山形県酒田市+飽海郡八幡町+松山町+平田町=酒田市（新設）
  - 福島県会津若松市+河沼郡河東町=会津若松市（編入）
  - 富山県高岡市+西礪波郡福岡町=高岡市（新設）
  - 富山県新湊市+射水郡小杉町+大門町+下村+大島町=射水市（新設）
  - 山梨県塩山市+東山梨郡勝沼町+大和村=甲州市（新設）
  - 長野県木曽郡木曽福島町+日義村+開田村+三岳村=木曽郡木曽町（新設）
  - 三重県伊勢市+度会郡二見町+小俣町+御薗村=伊勢市（新設）
  - 三重県熊野市+南牟婁郡紀和町=熊野市（新設）
  - 兵庫県多可郡中町+加美町+八千代町=多可郡多可町（新設）
- 11月3日
  - 広島県廿日市市+佐伯郡大野町+宮島町=廿日市市（編入）
- 11月7日
  - 福島県白河市+西白河郡表郷村+東村+大信村=白河市（新設）
  - 福井県大野市+大野郡和泉村=大野市（編入）
  - 兵庫県神崎郡神崎町+大河内町=神崎郡神河町（新設）
  - 和歌山県那賀郡打田町+粉河町+那賀町+桃山町+貴志川町=紀の川市（新設/市制）
  - 鹿児島県国分市+姶良郡溝辺町+横川町+牧園町+霧島町+隼人町+福山町=霧島市（新設）
  - 鹿児島県加世田市+川辺郡笠沙町+大浦町+坊津町+日置郡金峰町=南さつま市（新設）
- 11月27日
  - 愛知県北設楽郡豊根村+富山村=北設楽郡豊根村（編入）

## 12月
- 12月1日
  - 福島県二本松市+安達郡安達町+岩代町+東和町=二本松市（新設）
- 12月5日
  - 千葉県夷隅郡夷隅町+大原町+岬町=いすみ市（新設/市制）